# Jack Dougherty
Jack Dougherty (16 de noviembre de 1895 – 16 de mayo de 1938) fue un actor cinematográfico de nacionalidad estadounidense, activo principalmente en la época del cine mudo. Conocido también como Jack Daugherty, actuó en 48 filmes entre 1915 y 1938.

## Biografía
Su verdadero nombre era Virgil Jack Daugherty, y nació en Bowling Green, Misuri. Actuó por vez primera en Big Brother Bill, producción de Thanhouser Film Corporation, y a lo largo de su carrera participó en diferentes cortometrajes y seriales, entre ellos The Fighting Ranger (1925), The Radio Detective (1926) y The Scarlet Streak (1927), en los cuales fue protagonista. 
En los años 1930 entró en decadencia, quizás por el consumo abusivo de alcohol, y en muchos de los filmes en los que participó no aparecía en los créditos. Sus últimos trabajos con créditos tuvieron lugar en Yodelin' Kid from Pine Ridge (1937), cinta protagonizada por Gene Autry, y No Time to Marry.
Jack Dougherty se suicidó en Hollywood Hills el 16 de mayo de 1938, un mes antes de estrenarse sus dos últimas películas, One Wild Night y The Main Event, en ambas sin aparecer en los créditos. La muerte se produjo respirando el monóxido de carbono de un coche puesto con el motor puesto en marcha. Sus restos fueron enterrados en el Cementerio Nacional de Los Ángeles.
Dougherty se había casado con la actriz Barbara La Marr en 1923. La pareja fue habitual de la bebida y de las drogas y, algunos años después de su muerte, se reveló que ella tuvo un hijo en 1923, fruto de la relación con un hombre cuyo nombre nunca fue conocido. El niño, Marvin Carville La Marr, fue adoptado, tras fallecer su madre, por la actriz ZaSu Pitts y su marido, el directivo cinematográfico Tom Gallery, recibiendo el nombre de Don Gallery. Barbara La Marr falleció a causa de una tuberculosis el 30 de enero de 1926, y Dougherty se casó con la actriz Virginia Brown Faire el 6 de febrero de 1927, divorciándose la pareja en abril de 1928.

## Selección de su filmografía
- Big Brother Bill (1915)
- The Haunted Valley (1923)
- The Iron Man (1924)
- The Fighting Ranger (1925)
- The Scarlet Streak (1925)
- The Radio Detective (1926)
- The Fire Fighters (1927)
- Special Delivery (1927)
- Lure of the Night Club (1927)
- The Trail of the Tiger (1927)
- The Vanishing West  (1928)
- Into No Man's Land (1928)
- Haunted Island (1928)
- Yodelin' Kid from Pine Ridge (1937)
- No Time to Marry (1938)
- One Wild Night (1938)
- The Main Event (1938)
- The Big Broadcast of 1938 (1938)